# Намібія на літніх Олімпійських іграх 2000
Намібія брала участь у літніх Олімпійських іграх 2000 року в Сіднеї втретє за свою історію, але не завоювала жодної медалі. Країна була представлена 11 спортсменами (9 чоловіками та 2 жінками) у 6 видах спорту: легка атлетика, бокс, стрільба, велоспорт, гімнастика і плавання. Прапороносцем на церемоніях відкриття та закриття Олімпійських ігор був боксер Паулус Алі Нуумбембе.

## Склад олімпійської збірної Намібії

### Бокс
| Категорія | Спортсмен            | 1/32                            | 1/16               | Чвертьфінал        | Півфінал           | Фінал             | Фінал             |
| Категорія | Спортсмен            | Суперник Результат              | Суперник Результат | Суперник Результат | Суперник Результат | Місце             |                   |
| --------- | -------------------- | ------------------------------- | ------------------ | ------------------ | ------------------ | ----------------- | ----------------- |
| до 67 кг  | Паулус Алі Нуумбебве | Даніяр Мунайтбасов (KAZ) L 2-14 | завершив змагання  | завершив змагання  | завершив змагання  | завершив змагання | завершив змагання |

### Велоспорт
Маунтенбайк
| Спортсмен     | Дисципліна             | Час        | Місце |
| ------------- | ---------------------- | ---------- | ----- |
| Менні Гейманс | кросс-кантрі, чоловіки | 2:20:31.94 | 26    |

### Легка атлетика
|           | Спортсмен         | Дисципліна          | Гіт    | Гіт       | Чвертьфінал | Чвертьфінал | Півфінал   | Півфінал   | Фінал         | Фінал         |
| Результат | Спортсмен         | Дисципліна          | Місце  | Результат | Місце       | Результат   | Місце      | Результат  | Місце         |               |
| --------- | ----------------- | ------------------- | ------ | --------- | ----------- | ----------- | ---------- | ---------- | ------------- | ------------- |
| Чоловіки  | Віллі Сміт        | 400 м з перешкодами | 50.89  | 35        | не пройшов  | не пройшов  | не пройшов | не пройшов | не пройшов    | не пройшов    |
| Чоловіки  | Лукец Свартбоої   | марафон             | N/A    | N/A       | N/A         | N/A         | N/A        | N/A        | 2:22:55       | 48            |
| Чоловіки  | Шервін Врієс      | 100 м               | 10.53  | 53        | не пройшов  | не пройшов  | не пройшов | не пройшов | не пройшов    | не пройшов    |
| Чоловіки  | Крісті ван Вік    | 200 м               | 46.57  | 65        | не пройшов  | не пройшов  | не пройшов | не пройшов | не пройшов    | не пройшов    |
| Чоловіки  | Стівен Лоу        | стрибки у довжину   | заступ | заступ    | N/A         | N/A         | N/A        | N/A        | не пройшов    | не пройшов    |
| Жінки     | Елізабет Монгудгі | марафон             | N/A    | N/A       | N/A         | N/A         | N/A        | N/A        | не фінішувала | не фінішувала |

### Плавання
Спортсменів — 1
У наступний раунд на кожній дистанції проходили найкращі спортсмени за часом, незалежно від місця зайнятого у своєму запливі.
Чоловіки
| Спортсмен       | Змагання   | Попередні запливи | Попередні запливи | Півфінали  | Півфінали  | Фінал      | Фінал      |
| Спортсмен       | Змагання   | Результат         | Місце             | Результат  | Місце      | Результат  | Місце      |
| --------------- | ---------- | ----------------- | ----------------- | ---------- | ---------- | ---------- | ---------- |
| Йорг Ліндемайер | 100 м брас | 1:05,25           | 49                | Не пройшов | Не пройшов | Не пройшов | Не пройшов |

### Гімнастика
| Спортсмен          | Дисципліна         | Кваліфікація    | Кваліфікація      | Кваліфікація | Кваліфікація  | Кваліфікація | Кваліфікація | Фінал           | Фінал             | Фінал    | Фінал         | Фінал | Фінал |
| Спортсмен          | Дисципліна         | Знаряддя        | Знаряддя          | Знаряддя     | Знаряддя      | Разом        | Місце        | Знаряддя        | Знаряддя          | Знаряддя | Знаряддя      | Разом | Місце |
| Спортсмен          | Дисципліна         | Опорний стрибок | Різновисокі бруси | Колода       | Вільні вправи | Разом        | Місце        | Опорний стрибок | Різновисокі бруси | Колода   | Вільні вправи | Разом | Місце |
| ------------------ | ------------------ | --------------- | ----------------- | ------------ | ------------- | ------------ | ------------ | --------------- | ----------------- | -------- | ------------- | ----- | ----- |
| Гхарде Гельденгуйс | абсолютна першість | 8.537           | 7.662             | 7.762        | 8.575         | 32.536       | 64           | Н/Д             | Н/Д               | Н/Д      | Н/Д           | Н/Д   | Н/Д   |

### Стрільба
Спортсменів — 1
Після кваліфікації найкращі спортсмени за очками проходили у фінал, де продовжували з очками, набраними у кваліфікації. У деяких дисциплінах кваліфікація не проводилась. Там спортсмени виявляли найсильнішого в один раунд.
Чоловіки
| Спортсмен     | Змагання       | Кваліфікація | Місце | Фінал      | Місце      | Всього     | Місце      |
| ------------- | -------------- | ------------ | ----- | ---------- | ---------- | ---------- | ---------- |
| Фрідгельм Сак | Пістолет, 10 м | 565          | 34    | Не пройшов | Не пройшов | Не пройшов | Не пройшов |
| Фрідгельм Сак | пістолет, 50 м | 543          | 32    | не пройшов | не пройшов | не пройшов | не пройшов |